# Cuatzatzas
Cuatzatzas är en ort i Mexiko.   Den ligger i kommunen Jaltocán och delstaten Hidalgo, i den sydöstra delen av landet, 200 km norr om huvudstaden Mexico City. Cuatzatzas ligger 142 meter över havet och antalet invånare är 160.
Terrängen runt Cuatzatzas är kuperad åt sydost, men åt nordväst är den platt. Runt Cuatzatzas är det ganska tätbefolkat, med 248 invånare per kvadratkilometer. Närmaste större samhälle är Huejutla de Reyes, 13,4 km öster om Cuatzatzas. Omgivningarna runt Cuatzatzas är en mosaik av jordbruksmark och naturlig växtlighet.